# Deterring Democracy
Deterring Democracy é um livro escrito pelo linguista e ativista político Noam Chomsky e publicado em 1991, que explora as diferenças entre a retórica humanitária e a realidade imperialista da política externa dos Estados Unidos e como ela afeta vários países ao redor do mundo.
No livro, Chomsky explora a ideia de que os EUA são a única superpotência mundial remanescente que trabalha para manter seu domínio, mesmo empregando violência implacavelmente, como invasões diretas e derrubando governos que buscam políticas econômicas independentes. O livro também contém críticas dirigidas à União Soviética e a outros estados comunistas, mas seu ponto principal se concentra no fato de que, embora os Estados Unidos alegassem apoiar a liberdade na Guerra Fria, ainda apoiavam regimes autoritários.